# Kurt Berner
Kurt Berner (* 18. März 1914; † nach 1950) war ein deutscher Fußballspieler.

## Karriere

### Vereine
Berner gehörte dem Berliner SV 1892 an, für den er in der Gauliga Berlin-Brandenburg, eine von 16 Gauligen zur Zeit des Nationalsozialismus als einheitliche höchste Spielklasse im Deutschen Reich, als Stürmer von 1934 bis 1941 und in der Saison 1942/43 – nach dem Wiederaufstieg – Punktspiele bestritt. Während dieser Zeit gewann er dreimal die Gaumeisterschaft. Infolgedessen nahm er mit seiner Mannschaft auch dreimal an der Endrunde um die Deutsche Meisterschaft teil. In seinen insgesamt 14 Spielen erzielte er fünf Tore. Sein Debüt gab er am 5. April 1936 in der Gelsenkirchener Glückauf-Kampfbahn bei der 0:4-Niederlage gegen den FC Schalke 04 im ersten von sechs Spielen der Gruppe A. Sein erstes von insgesamt zwei Toren erzielte er am 26. April 1936 im Berliner Stadion am Gesundbrunnen beim 3:1-Sieg über den SV Hindenburg Allenstein mit dem Treffer zum Endstand in der 82. Minute. Als Gruppendritter schied er mit seiner Mannschaft aus dem Wettbewerb aus, da nur die Gruppensieger ins Halbfinale gelangten. 1937/38 kam er in fünf Spielen der Gruppe B zum Einsatz und traf zweimal. 1942/43 wurde er in der im K.-o.-System ausgetragenen Meisterschaft dreimal eingesetzt, einschließlich des am 16. Mai 1943 im Berliner Poststadion mit 0:2 gegen Holstein Kiel verlorenen Achtelfinales.
Im 1935 eingeführten Wettbewerb um den Tschammerpokal, dem Pokalwettbewerb für Vereinsmannschaften, bestritt er in vier aufeinander folgenden Jahren insgesamt sieben Spiele, in denen ihm drei Tore gelangen. Bei seinem Debüt am 28. Juni 1936 beim 4:1-Sieg über den Beuthener SuSV 09 erzielte er mit den Treffern zum 2:1 und 4:1 in der 63. und 88. Minute gleich zwei Tore. Am weitesten kam er mit seiner Mannschaft im Folgejahr, als man im Viertelfinale mit 1:3 beim FC Schalke 04 aus dem Wettbewerb ausschied. In den beiden folgenden Spielzeiten schied er mit seiner Mannschaft jeweils in der 1. Schlussrunde aus dem Wettbewerb aus.
Nach dem Ende des Zweiten Weltkriegs gehörte er einem Vorgängerverein des KSV Hessen Kassel an, für den er als Abwehrspieler die Saison 1946/47 in der zweitklassigen Landesliga Hessen bestritt. Von 1947 bis 1950 war er für den 1947 aus der Fusion von VfL Hessen Kassel mit dem Kasseler SV hervorgegangenen KSV Hessen Kassel aktiv – und gewann 1949 die Hessische Amateurmeisterschaft.

### Auswahlmannschaft
Als Spieler der Gauauswahlmannschaft Berlin-Brandenburg nahm er 1935 am Gauauswahlwettbewerb um den Bundespokal teil. Über das Achtel- und Viertelfinale, das mit 3:2 n. V. bzw. mit 4:3 n. V. gegen die Gauauswahlmannschaften Hessen bzw. Westfalen gewonnen wurde, erreichte seine Mannschaft das am 3. März 1935 angesetzte Halbfinale. Im Berliner Poststadion gewann seine Mannschaft vor 12.000 Zuschauern gegen die Gauauswahlmannschaft Baden durch das von Erich Ballendat in der 38. Minute erzielte Tor zum 1:0. Das am 24. März 1935 an selber Stätte gegen die Gauauswahlmannschaft Mitte vor 30.000 Zuschauern ausgetragene Finale, in dem er nicht mitwirkte, wurde mit 0:2 verloren. Gemeinsam mit Rudolf Noack und Hans Reinmann zeichnete er sich mit vier Toren als treffsicherster Torschütze aus. Nachdem seine Gauauswahlmannschaft im Gauauswahlwettbewerb um den Reichsbundpokal 1941/42 nach Siegen im Achtelfinale und dem Wiederholungsspiel über die Gauauswahlmannschaft Ostpreußen sowie im Viertelfinale über die Gauauswahlmannschaft Niedersachsen ins Halbfinale einzog, kam er in diesem am 7. September 1942 im Berliner Poststadion beim 1:1 n. V. und am 27. September 1942 im Hamburger Stadion Hoheluft im Wiederholungsspiel, das mit 1:4 verloren wurde, nochmal zum Einsatz.

## Erfolge
- Hessischer Amateurmeister 1949
- Gaumeister Berlin-Brandenburg 1936, 1938, 1943
- Bundespokal-Finalist 1935